# La Mohonera
La Mohonera es una localidad del estado mexicano de Guerrero. Es parte del municipio de Chilapa de Álvarez.

## Demografía
| Gráfica de evolución demográfica |
|                                  |

| Censo | Población |
| ----- | --------- |
| 1900  | 195       |
| 1910  | 293       |
| 1921  | 255       |
| 1930  | 360       |
| 1940  | 431       |
| 1950  | 520       |
| 1960  | 610       |
| 1970  | 868       |
| 1980  | 1 023     |
| 1990  | 1 022     |
| 2000  | 1 181     |
| 2010  | 1 808     |
| 2020  | 1 534     |